# 노랑양쥐돔
노랑양쥐돔(Zebrasoma flavescens)은 양쥐돔과의 해수 물고기 종이다. 가장 인기 있는 수족관 물고기 중 하나이다.

## 분류
노랑양쥐돔은 영국 자연주의자 에드워드 터너 베넷이 1828년에 하와이 제도에서 모은 Acanthurus flavescens로 설명되었다. 이 종의 이름은 라틴어 형용사로 "노랑"을 뜻하는 flavescens이다.

## 설명
성인 물고기는 길이 20센티미터 (7.9인치) 및 두께 1-2센티미터 (0.39-0.79인치)로 자랄 수 있다. 성인 수컷은 암컷보다 더 큰 경향이 있다. 옐로 탱은 밝은 노란색이다. 밤에는, 노란색이 약간 퇴색되고, 두드러진 갈색 패치는 수평 하얀 줄로 가운데에 자라 있다. 그들은 빠르게 낮 동안 밝은 노란색을 재개한다.